# Судебная система Великобритании
Судебная система Великобритании — совокупность судебных органов, которые осуществляют правосудие в Англии и Уэльсе, Шотландии и Северной Ирландии. 

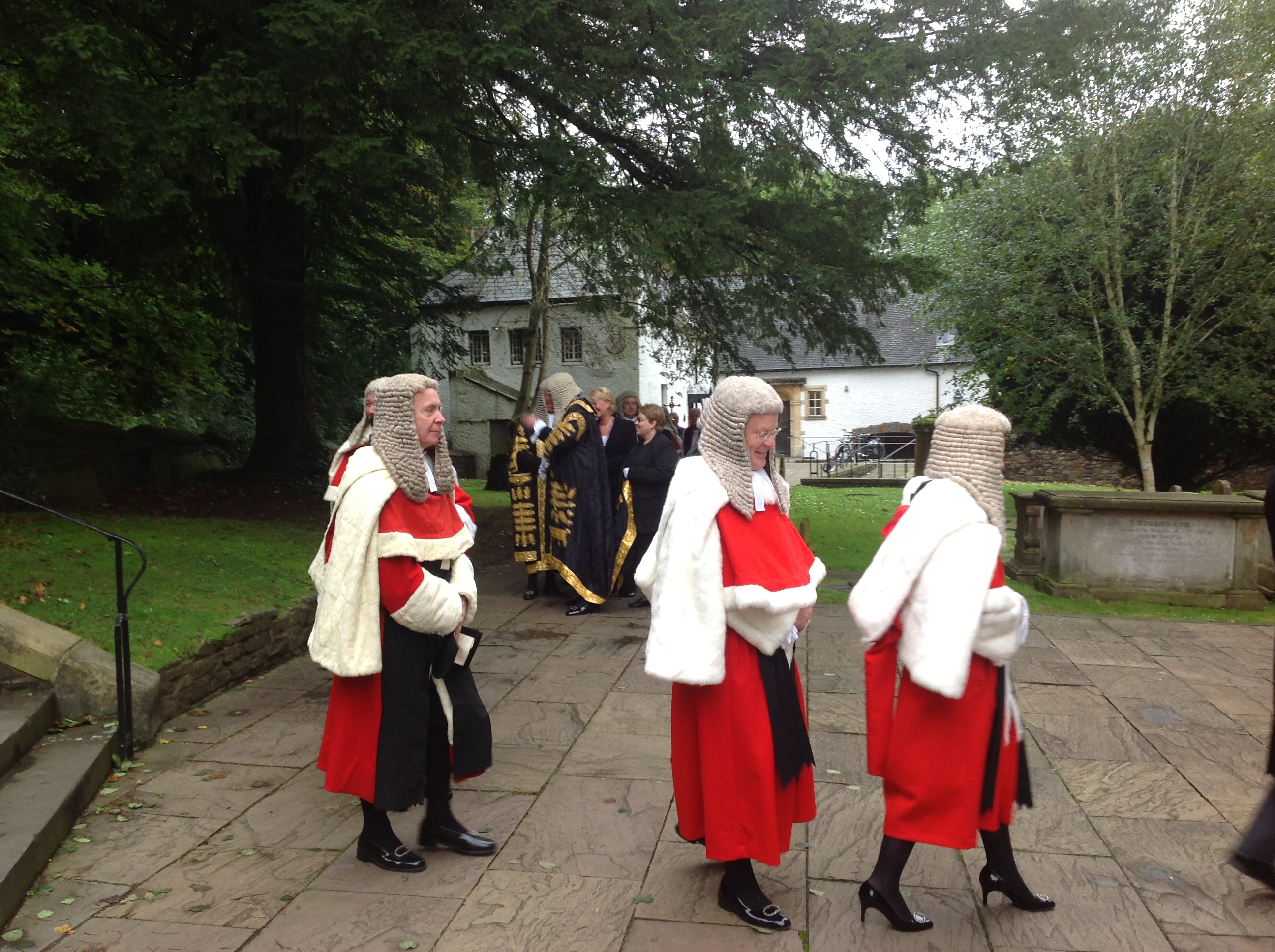
Судьи Высокого суда правосудия возле Лландафского собора, 2013 год

Характерной особенностью судебной системы Великобритании является её неоднородность. Англия и Уэльс, Шотландия и Северная Ирландия имеют собственные правовые системы. В Шотландии судом высшей инстанции по уголовным делам является Высший уголовный суд Шотландии, а не Верховный суд Великобритании.

## Суды Англии и Уэльса
Основная статья: Судебная система Англии и Уэльса
Судебная система Англии и Уэльса состоит из так называемых «высших судов», которыми являются Апелляционный суд, Высокий суд правосудия и Королевский суд Англии и Уэльса. К нижестоящим судами по отношению к ним относят суды графств, семейные и мировые суды, а также трибуналы.

## Суды Шотландии
Основная статья: Судебная система Шотландии
Шотландская судебная система исторически выделяется среди остальных в Великобритании. Высшими судами Шотландии являются Сессионный суд (по гражданским делам) и Высший уголовный суд (по уголовным делам). При этом в Шотландии Верховный суд Великобритании имеет апелляционную юрисдикцию только над гражданскими делами. Низшие суды Шотландии — шерифские, мировые и специализированные.

## Суды Северной Ирландии
Система судов Северной Ирландии включает в себя Апелляционный суд, Высокий суд правосудия, Суд короны (высшие суды), а также мировые суды и суды графств (нижестоящие суды).